# Peter Leyman
Peter Leyman (Gent, 12 mei 1962) is een voormalig Belgisch gedelegeerd bestuurder bij werkgeversorganisatie Voka en voormalig politicus voor CD&V.

## Levensloop
Leyman studeerde af in de toegepaste economie aan de Universiteit Gent en financiële wetenschappen aan de Vlerick Business School. In 1988 ging hij aan de slag op de personeelsdienst van het bedrijf Volvo Cars te Gent, waar hij in 1996 promoveerde tot personeelsdirecteur. Van juli 2001 tot eind april 2007 was hij vervolgens gedelegeerd bestuurder van het 5000 personeelsleden tellende bedrijf. Hij was ook respectievelijk van 2004 tot 2007 en van 2006 tot 2007 provinciaal voorzitter van de werkgeversorganisaties Voka en Agoria.
Medio maart 2007 verliet Leyman het bedrijfsleven om een politieke carrière aan te vatten. Komende uit een christendemocratische familie, ging hij zich kandidaat stellen voor de parlementsverkiezingen van juni 2007 en wel op een verkiesbare derde plaats voor de Kamer na Pieter De Crem en de N-VA'ster Sarah Smeyers. Hij raakte verkozen in de Kamer van volksvertegenwoordigers en bleef er zetelen tot in januari 2008. Begin januari 2008 raakte bekend dat de manager Leyman de politiek vroegtijdig vaarwel zegde om terug te keren naar het bedrijfsleven. Naar eigen zeggen voelde hij zich niet goed in zijn vel in zijn nieuwe rol omdat het verschil met zijn vorige activiteiten te groot was. In de Kamer werd hij opgevolgd door Jenne De Potter.
De ondernemer werd op 1 februari 2008 gedelegeerd bestuurder van de Vergokan Groep. Eind september 2009 volgde hij Philippe Muyters op als gedelegeerd bestuurder bij Voka. Op 26 januari 2011 kondigde hij aan dat hij ontslag nam uit deze functie, om terug te keren naar het gewone bedrijfsleven. Begin oktober 2012 werd Peter Leyman algemeen directeur van de Gentse beschutte werkplaats Ryhove. De vzw Ryhove stelt meer dan 400 mensen met een arbeidsbeperking te werk in Gent en Merelbeke. Hij bleef aan het hoofd van het bedrijf tot in 2022.
Bij de lokale verkiezingen van oktober 2024 maakte Leyman een politieke comeback als lijstduwer van de CD&V-lijst in Gent. Hij werd echter niet verkozen.
Leyman werd tevens bestuurder van verschillende zorginstellingen en daaraan verbonden vzw's en is sinds 2011 lid van de raad van bestuur van de Arteveldehogeschool.

## Muziek
In zijn vrije tijd is Leyman gitarist van de bedrijfsband The Rolling Amazon-band. In die hoedanigheid was hij in 2006 op de Gentse Feesten.